# Lee Ryan (álbum)
Lee Ryan es el álbum de debut del exmiembro de Blue, Lee Ryan. Contiene los sencillos "Army of Lovers," "Turn Your Car Around," y "When I Think of You."

## El Disco
El álbum fue publicado el 1 de agosto de 2005 en el Reino Unido e Irlanda, debutando inmediatamente en el #6 de las Listas de Ventas Inglesas y en el #7 en las Listas de Ventas Irlandesas. En su segunda semana vendió más de 150,000 copias en ambos países. En total, en el Reino Unido se vendieron algo menos de 600,000 copias, y en Irlanda, menos de 100,000 copias.
Una semana más tarde el disco fue publicado en el resto del mundo, con bastante promoción por parte del propio cantante que asistió a programas musicales como en el Top Of The Pops de Francia, Alemania o Italia. Además, acudió a la celebración de los MTV Asia Awards 2005, celebrados en la ciudad China de Hong Kong. El disco tuvo una aceptación buena en toda Europa, Australia y en especial, el continente Asiático, donde en China debutó en el Número 1 en las Listas de Ventas de China, y en Japón consiguió el #2.
En total, vendió algo más de 3,000,000 de copias en todo el mundo, siendo insuficientes para la discográfica Sony BMG, y dejando de lado la promoción del disco. Lee decidió abandonar la compañía discográfica debido a disputas internas, debido al abandono de la promoción del disco en todo el mundo, y por ello, la caída de las ventas del álbum de debut del inglés. Además, Lee no estaba de acuerdo en el estilo de música que le querían imponer para su segundo disco, grabando canciones y mezclando las mismas. Debido a esto, Lee decidió romper el contrato con su discográfica, y a mediados del 2006, Lee no tenía discográfica.

## Canciones

### Versión 1
1. "Army Of Lovers"
2. "Turn Your Car Around"
3. "When I Think Of You"
4. "Real Love"
5. "Parking"
6. "Wish the Whole World Knew"
7. "Close to You"
8. "Miss My Everything"
9. "Daydreamer"
10. "Jump"
11. "How Do I"
12. "In the Morning"

### Versión 2
1. "Army of Lovers"
2. "Turn Your Car Around"
3. "When I Think of You"
4. "Real Love"
5. "Close to You"
6. "Miss My Everything"
7. "Daydreamer"
8. "Jump"
9. "How Do I?"
10. "In the Morning"
11. "Stand Up As People"
12. "Guardian Angel"
13. "Why Me?"

## Sencillos
1. "Army of Lovers" - #3 UK Singles Chart
2. "Turn Your Car Around" - #12 UK Singles Chart
3. "When I Think of You" - #15 UK Singles Chart
4. "Real Love" - #- UK Singles Chart

## Trayectoria en las listas
| UK Top 200 Albums | UK Top 200 Albums | UK Top 200 Albums | UK Top 200 Albums | UK Top 200 Albums | UK Top 200 Albums | UK Top 200 Albums | UK Top 200 Albums | UK Top 200 Albums | UK Top 200 Albums | UK Top 200 Albums | UK Top 200 Albums | UK Top 200 Albums | UK Top 200 Albums | UK Top 200 Albums | UK Top 200 Albums | UK Top 200 Albums | UK Top 200 Albums | UK Top 200 Albums | UK Top 200 Albums | UK Top 200 Albums | UK Top 200 Albums | UK Top 200 Albums | UK Top 200 Albums | UK Top 200 Albums | UK Top 200 Albums | UK Top 200 Albums | UK Top 200 Albums | UK Top 200 Albums | UK Top 200 Albums | UK Top 200 Albums | UK Top 200 Albums | UK Top 200 Albums |
| Week              | 01                | 02                | 03                | 04                | 05                | 06                | 07                | 08                | 09                | 10                | 11                | 12                | 13                | 14                | 15                | 16                | 17                | 18                | 19                | 20                | 21                | 22                | 23                | 24                | 25                | 26                | 27                | 28                | 29                | 30                | 31                | 32                |
| ----------------- | ----------------- | ----------------- | ----------------- | ----------------- | ----------------- | ----------------- | ----------------- | ----------------- | ----------------- | ----------------- | ----------------- | ----------------- | ----------------- | ----------------- | ----------------- | ----------------- | ----------------- | ----------------- | ----------------- | ----------------- | ----------------- | ----------------- | ----------------- | ----------------- | ----------------- | ----------------- | ----------------- | ----------------- | ----------------- | ----------------- | ----------------- | ----------------- |
| Chart position    | 6                 | 7                 | 9                 | 10                | 15                | 21                | 27                | 30                | 29                | 33                | 20                | 19                | 20                | 25                | 30                | 34                | 40                | 41                | 44                | 49                | 55                | 67                | 75                | 80                | 89                | 98                | 108               | 127               | 175               | 210               | Out               | Out               |

| Chart position | 7 | 10 | 14 | 20 | 27 | 25 | 20 | 19 | 19 | 20 | 30 | 31 | 40 | 45 | 52 | 54 | 66 | 61 | 84 | 98 | 100 | 105 | 128 | 180 | 200 | 199 | 201 | 209 | Out | Out |

| Chart position | 10 | 11 | 18 | 20 | 27 | 35 | 40 | 39 | 54 | 59 | 68 | 76 | 83 | 95 | 104 | 109 | 123 | 147 | 176 | 210 | 236 | Out | Out |

| Chart position | 15 | 10 | 8 | 18 | 25 | 39 | 47 | 56 | 88 | 97 | 64 | 55 | 75 | 86 | 90 | 91 | 99 | 100 | 107 | 125 | 139 | 154 | 186 | 201 | 200 | 224 | Out | Out |

| China Top Albums | China Top Albums | China Top Albums | China Top Albums | China Top Albums | China Top Albums | China Top Albums | China Top Albums | China Top Albums | China Top Albums | China Top Albums | China Top Albums | China Top Albums | China Top Albums | China Top Albums | China Top Albums | China Top Albums | China Top Albums | China Top Albums | China Top Albums | China Top Albums | China Top Albums | China Top Albums | China Top Albums | China Top Albums | China Top Albums | China Top Albums | China Top Albums | China Top Albums | China Top Albums | China Top Albums | China Top Albums | China Top Albums | China Top Albums | China Top Albums | China Top Albums | China Top Albums | China Top Albums | China Top Albums | China Top Albums | China Top Albums | China Top Albums | China Top Albums | China Top Albums | China Top Albums |
| Week             | 01               | 02               | 03               | 04               | 05               | 06               | 07               | 08               | 09               | 10               | 11               | 12               | 13               | 14               | 15               | 16               | 17               | 18               | 19               | 20               | 21               | 22               | 23               | 24               | 25               | 26               | 27               | 28               | 29               | 30               | 31               | 32               | 33               | 34               | 35               | 36               | 37               | 38               | 39               | 40               | 41               | 42               | 43               | 44               |
| ---------------- | ---------------- | ---------------- | ---------------- | ---------------- | ---------------- | ---------------- | ---------------- | ---------------- | ---------------- | ---------------- | ---------------- | ---------------- | ---------------- | ---------------- | ---------------- | ---------------- | ---------------- | ---------------- | ---------------- | ---------------- | ---------------- | ---------------- | ---------------- | ---------------- | ---------------- | ---------------- | ---------------- | ---------------- | ---------------- | ---------------- | ---------------- | ---------------- | ---------------- | ---------------- | ---------------- | ---------------- | ---------------- | ---------------- | ---------------- | ---------------- | ---------------- | ---------------- | ---------------- | ---------------- |
| Chart position   | 1                | 1                | 2                | 3                | 5                | 8                | 6                | 7                | 9                | 10               | 12               | 15               | 19               | 20               | 21               | 19               | 15               | 20               | 23               | 29               | 30               | 34               | 40               | 40               | 48               | 49               | 50               | 53               | 60               | 75               | 84               | 98               | 100              | 105              | 111              | 129              | 139              | 145              | 189              | 200              | 214              | 225              | Out              | Out              |

| Chart position | 2 | 3 | 5 | 9 | 10 | 17 | 24 | 23 | 19 | 14 | 10 | 12 | 9 | 15 | 16 | 20 | 21 | 29 | 30 | 32 | 39 | 40 | 45 | 46 | 54 | 68 | 71 | 88 | 94 | 104 | 112 | 136 | 154 | 186 | 200 | 209 | 250 | Out | Out |

| Chart position | 3 | 6 | 11 | 16 | 20 | 27 | 39 | 40 | 58 | 41 | 35 | 14 | 9 | 4 | 6 | 10 | 20 | 34 | 40 | 52 | 69 | 75 | 98 | 105 | 128 | 165 | 200 | 211 | 235 | Out | Out |

| Chart position | 2 | 4 | 3 | 5 | 6 | 3 | 2 | 4 | 5 | 8 | 10 | 11 | 12 | 15 | 18 | 19 | 20 | 25 | 30 | 31 | 40 | 39 | 47 | 49 | 55 | 63 | 70 | 99 | 100 | 103 | 111 | 125 | 143 | 175 | 200 | 203 | 225 | Out | Out |